# Lê Công Vinh
Lê Công Vinh (Nghe An, 10 dicembre 1985) è un ex calciatore vietnamita, di ruolo attaccante.

## Carriera

### Club
Dopo aver giocato dal 1998 al 2001 nelle giovanili del Sông Lam Nghê An, debutta in prima squadra nel 2001 e vi milita fino al 2008. Nel 2009 gioca all'Hà Nội T&T, che sempre nel 2009 lo cede in prestito al Leixões. Rientrato dal prestito, milita all'Hà Nội T&T fino al 2012. Nel mercato di gennaio della stagione 2012-13 viene dapprima acquistato a titolo definitivo dal Sông Lam Nghê An, per poi essere ceduto in prestito al Consadole Sapporo. Nel 2014 rientra dal prestito e gioca un'altra stagione con il Sông Lam Nghê An. Nel 2015 viene acquistato dal Binh Duong, in cui milita fino al 2016, l'anno in cui annuncia il suo ritiro dal calcio.

### Nazionale
Dopo aver giocato, dal 2001 al 2003, con la Nazionale Under-20, nel 2004 debutta in Nazionale maggiore, della quale diventa capitano, fa 79 presenze condendole con 49 gol.

## Palmarès

### Club

#### Competizioni nazionali
- Campionato vietnamita: 2

Hà Nội T&T: 2010
Bihn Doung: 2015
- Coppa del Vietnam: 1

Bihn Doung: 2015